# 9498 Westerbork
A 9498 Westerbork (ideiglenes jelöléssel 1197 T-2) a Naprendszer kisbolygóövében található aszteroida. Cornelis Johannes van Houten, Ingrid van Houten-Groeneveld és Tom Gehrels fedezte fel 1973. szeptember 29-én.